# Slovinsko na Zimních olympijských hrách 1994
Slovinsko na Zimních olympijských hrách 1994 reprezentovalo celkem 22 sportovců, 17 mužů a 5 žen, soutěžilo v 3 sportech.

## Medailisté
| Medaile | Jméno            | Sport           | Disciplína            |
| ------- | ---------------- | --------------- | --------------------- |
| Bronz   | Alenka Dovžanová | Alpské lyžování | Ženy alpská kombinace |
| Bronz   | Katja Korenová   | Alpské lyžování | Ženy slalom           |
| Bronz   | Jure Kosíř       | Alpské lyžování | Muži slalom           |